# Niederösterreichische Versicherung

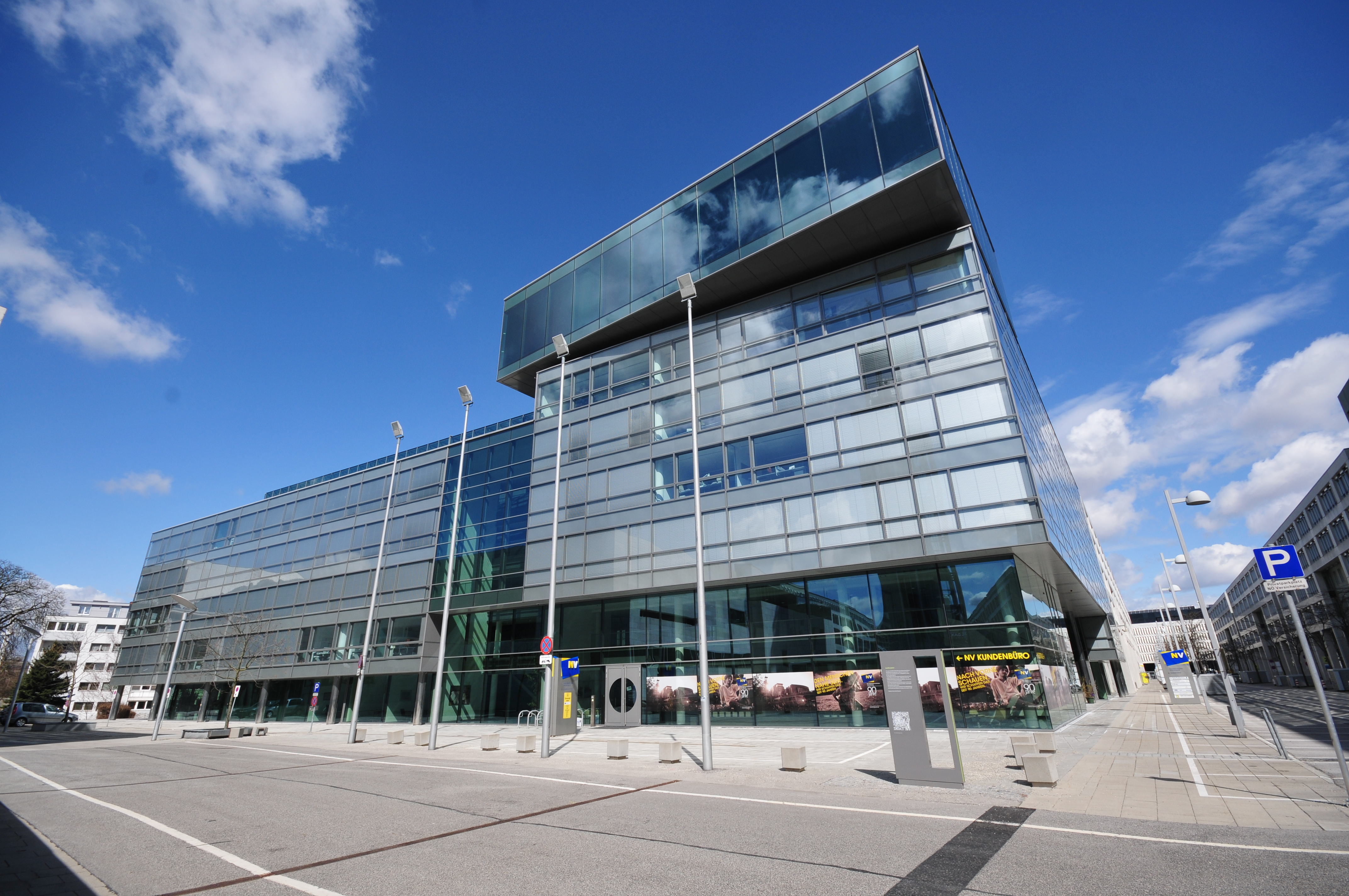
Zentrale im Landhausviertel

Die Niederösterreichische Versicherung AG ist eine Versicherungsgesellschaft in Niederösterreich. Der Unternehmenssitz ist in der Landeshauptstadt St. Pölten. Das Betätigungsgebiet beschränkt sich auf die Bundesländer Niederösterreich und Wien. Die Versicherung betreibt derzeit 46 Kundenbüros in den beiden Bundesländern und beschäftigt dabei über 670 Mitarbeiter. (Stand 2025)

## Geschichte
Die NÖ Versicherung entstand aus der im Jahr 1923 gegründeten Ersten n.oe. Brandschaden-Versicherungsaktiengesellschaft. Einer der Gründer war der spätere Landeshauptmann Josef Reither. Auch der erste Firmensitz lag in der Nähe der damaligen Landesregierung beim Landhaus in Wien. Die ersten Geschäftstätigkeiten erstreckten sich, wie der Name sagt, auf Feuerversicherungen, wobei die Hauptklientel in der Landwirtschaft lag.
Erst in den 1960er Jahren erweiterte die Versicherung ihre Geschäftstätigkeit auf andere Versicherungssparten und damit auch auf andere Kundenkreise. Zu diesen zählen bis heute sowohl Privatpersonen als auch Unternehmen, aber auch Gemeinden.
Im Jahr 1978 änderte die Versicherung ihre Bezeichnung auf den heutigen Namen. Im Jahr 2007 übersiedelte das Unternehmen mit seinem Hauptsitz in die nunmehrige Landeshauptstadt St. Pölten.
Die NÖ Versicherung arbeitet mit der Hypo Noe Landesbank als Vertriebspartner eng zusammen. Auch mit anderen Versicherungen bestehen Partnerschaften wie die Österreichische Hagelversicherung oder die Mondial Versicherung.
Aufgrund der Regionalität ist die NV derzeit Marktführer im Schaden-Unfall Bereich in Niederösterreich.
Seit 2021 ist Stefan Jauk der neue Generaldirektor der NV und löste damit den langjährigen Generaldirektor Hubert Schultes ab. 

## Produkte
- Agrarversicherung
- Betriebsversicherung
- Lebensversicherung
- Unfallversicherung
- Haushaltsversicherung
- Eigenheimversicherung
- Rechtsschutzversicherung
- Kfz-Versicherung
- Gemeindeversicherung
- Freiwilligenversicherung
- Vereinsversicherung
- Hagelversicherung
- Jugendversicherung Start Plus

## Auszeichnungen und Zertifizierungen
- Die NV zählt zu den Leitbetrieben Austria[2]
- Familienfreundliches Unternehmen (2022)[3]
- FMVÖ-Recommender-Award 2022 für „Sehr gute Kundenorientierung“
- Top 300 Arbeitgeber Österreichs (2023, 2024, 2025)
- Kununu: Top Company (2022, 2023, 2024, 2025)
- Kurier Gütesiegel „Beliebter Arbeitgeber 2025“
- Sheconomy: Top Female Workplace
- FMVÖ-Recommender Award 2025 für „Bestes Schadenmanagement Österreich“